# Basoka
Basoka is een bestuurslaag in het regentschap Sumenep van de provincie Oost-Java, Indonesië. Basoka telt 4021 inwoners (volkstelling 2010).